# HD 16175 b
HD 16175 b는 페르세우스자리 방향으로 지구로부터 약 195 광년 떨어진 곳에 있는 외계 행성이다. 질량은 목성의 약 4.5배이다. 그러나 이 질량은 궤도경사각이 밝혀지지 않았기 때문에 최솟값에 불과하다. 항성으로부터의 거리는 3억 1천만 킬로미터로, 1회 공전에 2.34년이 걸린다. 궤도는 다소 찌그러져 있으며 이심률 값은 0.48이다. 근일점에서 항성과의 거리는 1억 6,100만 킬로미터로 지구~태양 거리보다 약간 먼 정도까지 접근하며, 원일점에서의 거리는 4억 5900만 킬로미터로 소행성대 수준까지 물러난다.
이 행성 발견에는 도플러 분광법 또는 ‘떨림법’이 사용되었다. 2007년 9월 30일 존슨 연구진이 발견, 같은 해 10월 22일 발견 사실을 발표했다.

## 같이 보기
- HD 167042 b
- 북쪽왕관자리 카파 b

## 참고 문헌
- (영어) JOHNSON J., MARCY G., FISCHER D., WRIGHT J., REFFERT S., KREGENOW J., WILLIAMS P. & PEEK K. (2007). “Retired A Stars and Their Companions II: Jovian planets orbiting kappa CrB, HD167042 and HD16175”. 《ApJ.》. 다음 글자 무시됨: ‘2007-12-01’ (도움말)